# Ferrari Roma
Ferrari Roma (Type F169) este o mașină sport italiană de înaltă performanță, comercializată de producătorul italian de automobile Ferrari. Este un coupé cu 2 uși, 2+2 cu hardtop. Are un motor central în față, cu tracțiune spate și este bazat pe Ferrari Portofino.